# Sylwester Gardocki
Sylwester Gardocki (ur. 1 czerwca 1965) – polski politolog, prawnik, przedsiębiorca, doktor habilitowany nauk humanistycznych, nauczyciel akademicki, wykładowca Wydziału Nauk Politycznych i Studiów Międzynarodowych Uniwersytetu Warszawskiego

## Życiorys
Ukończył stosunki międzynarodowe (1990), prawo (1990) i socjologię (1992) na Uniwersytecie Warszawskim. Od 1996 zatrudniony w ISM UW, obecnie jako adiunkt. W 1995 obronił doktorat na temat Polsko-radzieckie stosunki polityczno-wojskowe w latach 1944–1960 (promotor: Leszek Kasprzyk). Habilitację obronił na Uniwersytecie im. Adama Mickiewicza w Poznaniu (tytuł pracy: Instytucja prezydenta w polityce Federacji Rosyjskiej). Jego zainteresowania badawcze obejmują: systemy polityczne, procesy transformacyjne współczesnej Rosji, międzynarodowe prawo handlowe.
Od 1996 wykładowca Uniwersytetu Warszawskiego. Był kierownikiem Zakładu Prawa i Instytucji Międzynarodowych Instytutu Stosunków Międzynarodowych UW. W 2019, po restrukturyzacji Wydziału, został adiunktem w Katedrze Dyplomacji i Instytucji Międzynarodowych WNPiSM UW.
Poza działalnością naukową, równolegle rozwija praktykę adwokacką. Odbył aplikacje sądową i radcowską, od 1998 wykonuje zawód adwokata. Jest założycielem i partnerem zarządzającym kancelarii prawnej Gardocki i Partnerzy. Adwokaci i Radcowie Prawni sp.p.. Specjalizuje się w obrocie papierami wartościowymi, prawie wekslowym i czekowym, fuzjach i przejęciach podmiotów gospodarczych. Autor publikacji związanych z działalnością przedsiębiorstw.
W 2008 stał się właścicielem XVIII-wiecznego Pałacu Brühla na Młocinach. W 2017 jego majątek wyceniany był na 618 mln zł. 
W latach 2008–2011 był przewodniczącym Piłkarskiego Sądu Polubownego PZPN. 
Jest mężem Izabeli Opęchowskiej.

## Wybrane publikacje
- Partnerzy, rywale: współpraca i rywalizacja państw azjatyckich, Wydawnictwo Adam Marszałek, Toruń 2018.
- Problemy polityczne i społeczne współczesnej Azji, Wyd. Adam Marszałek, Toruń 2017.
- Przemiany polityczno-społeczne w przestrzeni poradzieckiej, Wyd. Adam Marszałek, Toruń 2016.
- Instytucja prezydenta w polityce Federacji Rosyjskiej (The Institution of President in the Politics of the Russian Federation), Wyd. Adam Marszałek, Toruń 2008.
- Legitimacy of Power of the President of the Russian Federation, „Polish Political Science Yearbook”, 2007/XXXVI, s. 26–59.
- Ciągłość i zmiana w strukturze i stylu rządzenia w Rosji (Continuity and Change in the Structure and Style of Governance in Russia), [w:] Stosunki Międzynarodowe w XXI Wieku, Księga Jubileuszowa z okazji 30-lecia Instytutu Stosunków Międzynarodowych Uniwersytetu Warszawskiego (International Relations in the 21st Century. A Jubilee Book to Celebrate the 30th Anniversary of the Institute of International Relations at Warsaw University), Wydawnictwo Naukowe Scholar, Warsaw 2006, s. 528–564.
- Ropa i gaz ziemny jako środki strategii politycznej Rosji (Oil and Natural Gas as Means of the Russian Political Strategy), „Polityka Wschodnia”, Centrum Badań Wschodnich UW, Wyd. Adam Marszałek, Warszawa – Toruń 2006, Vol. 1–2/2006, s. 50–69.
- Regiony i polityka zagraniczna Rosji (Regions and Foreign Policy of Russia), „Stosunki Międzynarodowe – International Relations”, No. 1–2 (Vol. 23) 2001, s. 122–140.
- Wewnętrzne uwarunkowania polityki zagranicznej Rosji (Internal Determinants of Russian Foreign Policy), [w:] Historia. Stosunki Międzynarodowe. Amerykanistyka. Księga Jubileuszowa na 65-lecie Profesora Wiesława Dobrzyckiego (History. International Relations. American Studies. A Jubilee Book to Celebrate the 65th Anniversary of Professor Wiesław Dobrzycki), Wyd. ASPRA-JR, Warsaw 2001, s. 131–149.
- Rola prezydenta w kształtowaniu polityki zagranicznej Federacji Rosyjskiej (The Role of the President in Shaping Foreign Policy of the Russian Federation), „Polityka Wschodnia”, Centrum Badań Wschodnich UW, Wyd. Adam Marszałek, Warszawa – Toruń 2000, Vol. 2/2000, s. 51–76.
- Ropa i gaz jako środki strategii politycznej Rosji po 2000 roku (Oil and Natural Gas as Means of the Russian Political Strategy After the Year 2000), „Stosunki międzynarodowe, Integracja europejska, Politologia, Prawo”, ISE Wyd. Fundacja Rozwoju Uniwersytetu Gdańskiego, Vol. XV, s. 185–206.
- Oficerowie radzieccy w Wojsku Polskim w latach 1943–1956 (Soviet Officers in the Polish Army in the Years 1943–1956), „Polityka Wschodnia”, Centrum Badań Wschodnich UW, Wyd. Adam Marszałek, Warszawa – Toruń 1998, Vol. 2/1998, s. 87–108.